# Kanton Bâgé-le-Châtel
Der Kanton Bâgé-le-Châtel war von 1800 bis 2015 ein französischer Wahlkreis im Département Ain in der Region Rhône-Alpes. Er umfasste zehn Gemeinden im Arrondissement Bourg-en-Bresse, sein Hauptort (frz.: chef-lieu) war Bâgé-le-Châtel.

## Einwohner
| Bevölkerungsentwicklung | Bevölkerungsentwicklung |
| Jahr                    | Einwohner               |
| ----------------------- | ----------------------- |
| 1962                    | 10.173                  |
| 1968                    | 10.921                  |
| 1975                    | 11.162                  |
| 1982                    | 11.853                  |
| 1990                    | 12.363                  |
| 1999                    | 13.396                  |
| 2006                    | 14.672                  |
| 2011                    | 15.995                  |

## Gemeinden
Der Kanton umfasste zehn Gemeinden: 
| Gemeinde                | Einwohner Jahr | Fläche km² | Bevölkerungsdichte | Code INSEE | Postleitzahl |
| ----------------------- | -------------- | ---------- | ------------------ | ---------- | ------------ |
| Asnières-sur-Saône      | 69 (2013)      | 4,68       | 15 Einw./km²       | 01023      | 01570        |
| Bâgé-la-Ville           | 3.154 (2013)   | 39,68      | 79 Einw./km²       | 01025      | 01380        |
| Bâgé-le-Châtel          | 855 (2013)     | 0,88       | 972 Einw./km²      | 01026      | 01380        |
| Dommartin               | 882 (2013)     | 17,19      | 51 Einw./km²       | 01144      | 01380        |
| Feillens                | 3.186 (2013)   | 14,91      | 214 Einw./km²      | 01159      | 01570        |
| Manziat                 | 1.948 (2013)   | 12,63      | 154 Einw./km²      | 01231      | 01570        |
| Replonges               | 3.651 (2013)   | 16,59      | 220 Einw./km²      | 01320      | 01750        |
| Saint-André-de-Bâgé     | 700 (2013)     | 2,7        | 259 Einw./km²      | 01332      | 01380        |
| Saint-Laurent-sur-Saône | 1.781 (2013)   | 0,53       | 3360 Einw./km²     | 01370      | 01750        |
| Vésines                 | 99 (2013)      | 3,88       | 26 Einw./km²       | 01439      | 01570        |

## Politik
| Vertreter im conseil général des Départements | Vertreter im conseil général des Départements | Vertreter im conseil général des Départements |
| Amtszeit                                      | Name                                          | Partei                                        |
| --------------------------------------------- | --------------------------------------------- | --------------------------------------------- |
| 2004–2011                                     | Gilbert Thomas                                | DVG                                           |
| 2011–2015                                     | Guy Billoudet                                 | DVD                                           |